# GNU Scientific Library
GNU Scientific Library (GSL) — бібліотека математичних підпрограм, написана на мові C, частина проекта GNU, розповсюджується під GNU General Public License. Бібліотека призначена для проведення прикладних та наукових математичних розрахунків. 

## Можливості
Бібліотека містить підпрограми, які охоплюють наступні області математичних обчислень 
- Елементарні функції
- Комплексні числа
- Многочлени
- Спеціальні функції
- Вектори та матриці
- Перестановки
- Комбінаторика
- Мультимножини
- Сортування
- BLAS
- Лінійна алгебра
- Задачі на власні значення
- Швидке перетворення Фур'є
- Чисельне інтегрування (на основі QUADPACK)
- Генерація випадкових чисел
- Квазі-випадкові послідовності
- Розподіли ймовірності
- Статистика
- Гістограми
- Кортежі
- Інтегрування методом Монте-Карло
- Імітація відпалу
- Звичайні диференціальні рівняння
- Інтерполяція
- Чисельне диференціювання
- Наближення Чебишова
- Покращення збіжності рядів
- Дискретне перетворення Ганкеля
- Знаходження коренів рівнянь, одновимірне та багатовимірне
- Мінімізація, одновимірна та багатовимірна
- Метод найменших квадратів
- Нелінійний метод найменших квадратів
- Фізичні константи
- Дійсна арифметика за стандартом IEEE 754
- Дискретне вейвлет-перетворення

### Підтримка C++
GSL можна використовувати в класах C++, але без використання вказівників методів класів, оскільки тип вказівника до функції-методу відрізняється від типу вказівника на функцію. Потрібно використовувати вказівники на статичні функції або функтори. Існують також упаковки функцій GSL в класи C++, але більшість з них має нерегулярну підтримку.

### Підтримка Fortran
Існує Фортран-обгортка до бібліотеки (FGSL) котра надає об'єктно-орієнтований інтерфейс для програм на сучасному  Фортрані (90-2008). Пакет розповсюджується за ліцензією GPL. Оновлюється регулярно але підтримка всіх можливостей GSL в FGSL поки що наштовхується на неповну підтримку компіляторами останнього стандарту мови фортран.

## Приклад
Наведена програма обраховує значення функції Бесселя від 5:
```
#include
 
<stdio.h>

#include
 
<gsl/gsl_sf_bessel.h>

int
 
main
(
void
)

{

  
double
 
x
 
=
 
5.0
;

  
double
 
y
 
=
 
gsl_sf_bessel_J0
(
x
);

  
printf
(
"J0(%g) = %.18e
\n
"
,
 
x
,
 
y
);

  
return
 
0
;

}

```

Програма приклад компілюється з підключенням GSL:
```
gcc $(gsl-config --cflags) example.c $(gsl-config --libs)

```

Наведений нижче результат повинен бути правильним у межах подвійної точності:
```
J0(5) = -1.775967713143382920e-01

```

## Виноски
1. 1 2 3 4 5  Free Software Directory
2. ↑  pointer to member function. Архів оригіналу за 13 жовтень 2004. Процитовано 2 вересень 2011.
3. ↑  C++ wrappers for GSL. Архів оригіналу за 29 січня 2015. Процитовано 2 вересня 2011. [Архівовано 2015-01-29 у Wayback Machine.]
4. ↑  FGSL. Архів оригіналу за 20 серпня 2012. Процитовано 21 червня 2012.
5. ↑  Архівована копія. Архів оригіналу за 2 вересня 2011. Процитовано 2 вересня 2011.{{cite web}}:  Обслуговування CS1: Сторінки з текстом «archived copy» як значення параметру title (посилання)